# アルスラーン戦記×無双
『アルスラーン戦記×無双』（アルスラーンせんきむそう）は、コーエーテクモゲームスより2015年10月1日に発売されたPlayStation 3、PlayStation 4用ゲームソフト。日本国外では2016年2月9日にPlayStation 3、PlayStation 4、Xbox One、Microsoft Windows（Steam）で発売。
田中芳樹原作、荒川弘によってコミカライズされ、2015年よりテレビアニメ化もされた『アルスラーン戦記』を題材にしている。

## 概要
田中芳樹原作のファンタジー小説『アルスラーン戦記』のゲーム化作品。キャラクターデザインは荒川弘の漫画版および、それを原作とするテレビアニメ版を踏襲する。『真・三國無双』などの『無双シリーズ』のオメガフォースが開発を担当する。
本作では、コラボレーションということを強調し『アルスラーン戦記』と『無双』の間に「×」を入れている。またこの「×」はアズライールの額の傷がモチーフになっている。
多数の敵と戦う『無双シリーズ』の爽快感に加え、アルスラーン戦記の軍団を率いて戦う「マルダーンラッシュ」という新システムが搭載されている。
2015年9月24日より、PlayStation Storeにて体験版が配信された。

## 登場人物
アニメ版の主要人物は全員登場。また、一人のキャラクターが複数種の武器を持つことができ、戦闘中に持ち替えることも可能となっている。